# Бой при Кююреля
Бой при Кююрёля, или бой у мызы Пампала — боестолкновение между русскими и шведскими войсками, произошедшее в годы Великой Северной войны. Окончилось победой русской армии.

## Предыстория
В 1706 году войска под командованием царя Петра I осадили шведскую город-крепость Выборг. Это операция была предпринята с целью обезопасить недавно основанный Санкт-Петербург от возможных вражеских нападений, однако из-за недостатка припасов и фуража русские были вынуждены отступить.
После снятия осады шведский король Карл XII назначил новым главнокомандующим шведской армией в Финляндии Георга Любекера и возложил на него задачу по обороне Карельского перешейка от вторжения русских войск. Весной 1707 года для этого в приграничных волостях был размещён Тизенгаузенов рейтарский полк.
20 июля 1707 года обер-комендант Санкт-Петербурга Роман Вилимович Брюс направил в сторону Выборга отряд под командованием полковника Отто-Рудольфа Шауенбурга, состоящий из четырёх драгунских полков (Луцкий, Нарвский, Вологодский, Ингерманландский), 3 батальонов пехоты и казаков. Любекер хотел лично возглавить войска и разбить наступающего врага, но не смог этого сделать из-за неотложных дел. У развилки дорог на Выборг, Кексгольм и Санкт-Петербург расположился шведский отряд под командованием полковника Ханса Хейнрика Тизенгаузена численностью примерно в 1200 человек (роты Абовского третьеочередного и дублированного полков, Тизенгаузенова рейтарского полка и Ингерманландского). Именно он должен был противостоять русским в предстоящем бою.

## Ход сражения
Тизенгаузен заранее узнал от разведки о приближении противника и приказал свои людям готовиться к столкновению. Бой начался с того, что войска Шауенбурга ранним утром 23 июля атаковали авангард шведов, который стоял лагерем у мызы Пампала, и вынудили его отступить к арьергарду, что располагался у деревни Кююрёля. Соединившись, шведы начали выстраиваться в боевой порядок. Первым под удар подошедших русских частей попал левый фланг, где располагались подразделения абовских дублированных и третьеочередных полков. Туда Шауенбург направил казаков под командованием Ивана Ефремовича Бахметева. Сначала их атака была отбита, но когда на помощь подоспели драгуны, шведов всё же удалось обратить в бегство и преследовать до деревни Суденоя, где 3 роты Выборгского дублированного батальона остановили врага. Правый фланг шведов вовсе попал в окружение и был вынужден прорываться с боем через лес. Отряд Тизенгаузена оставил поля боя русским войскам и потерял в ходе столкновения около 200 человек, включая майора Беренса, который попал в плен. 26 июля отряд полковника Шауенбурга вернулся в Петербург.

## Итоги и последствия
В честь победы в Санкт-Петербурге стреляли из пушек и был проведен благодарственный молебен. Любекер в свою очередь начал готовиться к возможной осаде Выборга противником, а русская кавалерия совершила несколько удачных рейдов по территории фактически оставшихся без защиты Кексгольмского и Выборгского ленов. В целом же бой у деревни Кююрёля является крупнейшим сражением на Карельском перешейке в годы Великой Северной войны после битвы на реке Сестре. Одержав победу в этом столкновении, русские смогли надолго обезопасить Петербург от атак шведов.